# Ундина (опера)
«Ундина» — вторая опера Петра Ильича Чайковского. Создавалась на уже готовое либретто В. А. Соллогуба, ранее (в изменённом виде) использованное в одноимённой опере композитора А. Ф. Львова. В основе — одноимённая сказочная повесть немецкого писателя-романтика Фридриха де ла Мотт Фуке, одно из любимейших литературных произведений семьи Чайковских.

## История создания и постановок
Чайковский работал над «Ундиной» с января по июль 1869 года — он стремился закончить её как можно быстрее, так как рассчитывал на обещание дирекции Императорских театров поставить оперу, если партитура будет готова к осени. Автор выполнил условие, завершив произведение даже раньше поставленного срока, однако в мае 1870 года «Ундина» была отвергнута коллегией дирижёров императорских театров во главе с К. Н. Лядовым (отцом А. К. Лядова). Чайковский забрал партитуру из дирекции и, по собственному признанию, впоследствии уничтожил эту рукопись.
Судя по сохранившимся отрывкам, в развитии сюжета большую роль играли картины природы и средневекового быта, дававшие возможность Чайковскому проявить дар к изобразительно-живописному письму. Сохранившиеся свадебное шествие последнего акта и ария Ундины из 1-го действия дают представление о том, насколько Чайковский к тому времени владел средствами
колористического письма. В этом смысле примечателен финал 1-го действия: наводнение, потоп, во время которого Ундина увлекает за собой Гульбранда. Дуэт Ундины и Гульбранда впоследствии стал знаменитым фрагментом во 2-м акте балета «Лебединое озеро» — дуэтом Одетты и Зигфрида, где голоса певцов были заменены дуэтом виолончели и скрипки. Опера «Ундина»
стала важным творческим этапом на пути к «Лебединому озеру» и «Снегурочке» (музыке к драме А. Н. Островского).
Осенью 2015 года в российской прессе появились сообщения о том, что готовится мировая премьера восстановленной оперы «Ундина», дирижировать которой будет народный артист СССР Владимир Федосеев. В ноябре опера действительно прозвучала в Доме-музее композитора в Клину, а затем и в Концертном зале имени П. И. Чайковского в Москве, — однако оба раза лишь в виде сохранившихся фрагментов, между которыми для связности зачитывался текст поэмы Фридриха де ла Мотт Фуке (чтец — народный артист России Михаил Филиппов). В постановках также приняли участие солистка Большого театра Анна Аглатова (сопрано), лауреат международных конкурсов Алексей Татаринцев (тенор) и хор Академии хорового искусства им. В. С. Попова.

## Действующие лица
- Гольдман
- Берта
- Ундина
- Гульбранд
- Герцог
- Бертальда

## Краткое содержание

### Первое действие
Опера начиналась с хора рыбаков, суетящихся около сетей и неводов в хижине Гольдмана и его жены Берты. Хор воспевает вечерний час. Из кратких разговоров старика и старухи понятно, что они тревожатся об Ундине, их приёмной дочери, которая куда-то убежала и не возвращается. Рыбаки уходят. Вдруг раздаётся стук в дверь. Старики, подумав, что это Ундина, идут отворять, но вместо неё входит рыцарь Гульбранд и просит ночлега. На вопрос, откуда он, следует рассказ о страшном лесе и о том, как «ангел светлой красоты» спас его. Ангел этот — Ундина. Рыцарь уже влюблен в неё, и в ариозо вслед за рассказом воспевает свою любовь к ней. Беседу старика, старухи и рыцаря прерывает появление Ундины. Рыцарь сразу же объясняется ей в любви. Ундина кокетничает с ним и уходит. Тогда Гольдман рассказывает, как им досталась Ундина, после чего вместе с женою уходит спать. Рыцарь, оставшись один, в коротком монологе изливает свои чувства, признаваясь, что «красота Бертальды уже его не чарует» и «сердце стремится к Ундине». Он засыпает, но вдруг входит Ундина. Звучит большой любовный дуэт. Влюблённые решают пожениться и оставить хижину. Призывают старика и объявляют ему своё решение. В этот момент начинается буря. Рыцарь и Ундина, поспешно обняв стариков, убегают.

### Второе действие
В доме герцога. Герцог, названый отец Бертальды, желает отомстить Гульбранду за его брак с Ундиной. Он высказывает это своему наперснику Альвальдо и уходит вместе с гостями, пришедшими праздновать день рождения Бертальды. Приходит Ундина в пышном наряде с рыбаком и уговаривает его остаться ещё погостить. Они уходят, и является опечаленная Бертальда. Она все ещё любит Гульбранда и ревнует к Ундине. Её ария. Одиночество девушки нарушает Гульбранд. Он уже разлюбил Ундину и опять влюблён в Бертальду. Любовный дуэт. В момент, когда рыцарь становится перед ней на колени, их застаёт Ундина. Трио, во время которого Гульбранд продолжает объясняться в любви к Бертальде, а Ундина говорит: «Хочу верить, хочу любить». Начинается торжественное шествие гостей. Все прославляют Бертальду. Танцы и пир. Ундина выступает и поёт балладу, из которой выясняется, что Бертальда — дочь Гольдмана и Берты. Все смущены. Бертальда и Гульбранд — более других. Последний прогоняет Ундину. Та с горя бросается в Дунай. Гольдман уводит жену, с презрением указывая на Бертальду. Рыцарь порывается спасти Ундину. Его удерживают.

### Третье действие
«Сцена представляет дорогу. Влево вдали храм. В углублении го́ры и пейзаж». Рыцарь опять влюблён в Ундину и оплакивает её. Ария. Появляется свадебное шествие и Бертальда, окружённая женщинами. Она зовет Гульбранда в храм, где всё готово к свершению обряда бракосочетанию. Гульбранд очень неохотно идёт, но появляется герцог, уже не пылающий местью, и рассказывает, что его по ночам преследует призрак Ундины, умоляющей не допустить брака Гульбранда и Бертальды. Жених колеблется, но невеста настаивает на том, чтобы идти венчаться. Все идут под звуки марша к храму. Но их останавливает появление Гольдмана, рассказывающего о том же, в тех же словах, что и герцог. Он как отец запрещает Бертальде выходить замуж. Бертальда и на этот раз упрямится и влечет Гульбранда к венцу. Все, кроме герцога и Гольдмана, уходят. Два старика сейчас же узнают от наперсника Альвальдо, что по дороге из колодца вышла Ундина и расстроила брачное шествие. Вбегает Гульбранд, за ним входит Ундина. Любовный дуэт, после которого Гульбранд падает мертвым у розового куста. Ундина плачет над ним и по окончании арии исчезает в кустах. Вместо неё брызжет фонтан. На сцене ночь и лунное сияние.

## Интересные факты
После смерти П. И. Чайковского оперу на тот же самый сюжет задумал написать его идейный оппонент — Ц. А. Кюи. Этот замысел остался неосуществлённым: в 1904 году работа остановилась на стадии черновых набросков. Любопытно, что либретто принадлежало перу М. И. Чайковского, младшего брата Петра Ильича, и первоначально предназначалось для С. В. Рахманинова.

## Известные аудиозаписи
- 1982 (песня Ундины, дуэт Ундины и Гульбранда, финал 1-го действия) — дирижёр Евгений Акулов, хор и оркестр Центрального телевидения и Всесоюзного радио.

Исполнители: Ундина — Тамара Милашкина, Гульбранд — Евгений Райков.